# Росія на зимових Олімпійських іграх 1998
XVIII зимові Олімпійські ігрипроводилися у японському місті  Наґано. 

## Медальні здобутки збірної
|       | Золото | Срібло | Бронза | Всього |
| ----- | ------ | ------ | ------ | ------ |
| Росія | 9      | 6      | 3      | 18     |

### Чемпіони
| золото |                                                               |                                           |
| №      | Спортсмени                                                    | Вид спорту (дисципліна)                   |
| 1      | Галина Куклева                                                | Біатлон (спринт, 7,5 км)                  |
| 2      | Ольга Данилова                                                | Лижні гонки (роздільний старт, 15 км)     |
| 3      | Лариса Лазутіна                                               | Лижні гонки (роздільний старт, 5 км)      |
| 4      | Лариса Лазутіна                                               | Лижні гонки (гонка переслідування, 10 км) |
| 5      | Ніна Гаврилюк, Ольга Данилова, Олена В'яльбе, Лариса Лазутіна | Лижні гонки (естафета, 4х5км,)            |
| 6      | Юлія Чепалова                                                 | Лижні гонки (роздільний старт, 30 км)     |
| 7      | Ілля Кулик                                                    | Фігурне катання                           |
| 8      | Оксана Казакова, Артур Дмітрієв                               | Фігурне катання (спортивні пари)          |
| 9      | Оксана Грищук, Євген Платов                                   | Фігурне катання (танцювальні пари)        |

### Срібні медалісти
| Срібло | |                                           |
| №      | Спортсмени | Вид спорту (дисципліна)                   |
| 1      | Ольга Мельник, Галина Куклева, Ахатова Альбіна Хамітівна, Ольга Ромасько | Біатлон (естафета, 4x7,5 км)              |
| 2      | Ольга Данилова | Лижні гонки (гонка переслідування, 10 км) |
| 3      | Лариса Лазутіна | Лижні гонки (роздільний старт, 15 км)     |
| 4      | Олена Бережна, Антон Сіхарулідзе | Фігурне катання (спортивні пари)          |
| 5      | Анжеліка Крилова, Олег Овсянніков | Фігурне катання (Танцювальні пари)        |
| 6      | Буре Павло Володимирович, Валерій Буре, Сергій Гончар, Олексій Гусаров, Валерій Каменський, Даріус Каспарайтіс, Ігор Кравчук, Сергій Кривокрасов, Борис Миронов, Дмитро Миронов, Олексій Морозов, Сергій Нємчинов, Олег Швецов, Михайло Шталенков, Герман Титов, Андрій Трефілов, Яшин Олексій Валерійович, Дмитро Юшкевич, Валерій Зелепукін, Олексій Жамнов, Житник Олексій Миколайович | Хокей                                     |

### Бронзові медалісти
| Бронза |                                                                   |                                               |
| №      | Спортсмени                                                        | Вид спорту (дисципліна)                       |
| 1      | Павло Муслімов, Володимир Драчов, Сергій Тарасов, Віктор Майгуров | Біатлон (естафета, 4x7,5 км)                  |
| 2      | Лариса Лазутіна                                                   | Лижні гонки (роздільний старт, 30 км)         |
| 3      | Валерій Столяров                                                  | Лижне двоборство (індивідуальна гонка, 15 км) |